# Drumright
Drumright – miasto w Stanach Zjednoczonych, w stanie Oklahoma, w hrabstwie Creek.